# Frank Hazenplug
Frank S. Hazenplug (1874 - 1931), est un artiste américain, à la fois graveur, typographe, affichiste, et illustrateur de livres. Il fait partie des pionniers d'un certain graphisme né avec l'Art nouveau. Il prend le nom de Frank Hazen après 1911.

## Parcours

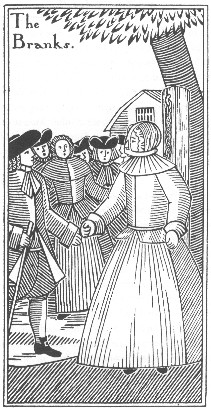
Illustration pour un ouvrage de 1896.

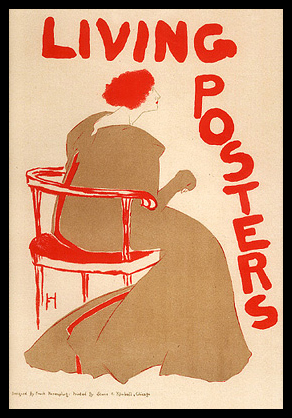

Né à Dixon (Illinois), Frank S. Hazenplug est le dernier enfant de Jane et Henry Hazenplug, fabricant de meubles.
Hazenplug commence sa carrière à Chicago où émerge au début des années 1890 une nouvelle scène artistique. Il est un élève de l'école de l'Art Institute of Chicago.
Il est proche d'abord de la revue The Show Window dès 1891 et du groupe qui la compose, comme par exemple William Wallace Denslow et L. Frank Baum. Il apprend la linogravure.
En 1893, il devient l'un des graphistes de la maison d'édition Stone & Kimball (Chicago), fondée par deux universitaires d'Harvard, et qui publie des livres très soignés à tirage limité. Il rencontre leur directeur artistique, William H. Bradley, qui lance la revue d'art The Chap-Book. Pour Herbert S. Stone, resté seul après 1896, Hazenplug fait dix affiches et illustre de nombreuses collections (comme « The Peacock Library ») et reçoit bientôt d'autres commandes, signées en général du monogramme « FH ». Quelques-unes de ses images sont ainsi reproduites dans la revue The Century Magazine.
Il quitte la société Stone & Company en 1906.
Jules Chéret choisit de reproduire Living Posters, au graphisme particulièrement dépouillé, dans sa revue Les Maîtres de l'affiche (1895-1900).
Vers 1898, il vit à Hull House, fondée par Jane Addams, entouré de nombreux artistes. Il s'essaye à la danse.
Entre 1900 et 1910, il se spécialise dans l'illustration de livres, réalisant de nombreuses couvertures et maquettes pour des éditeurs comme John Lane & Company, Bell & Cockburn, Duffield ou Way and Williams Publishers, et ce, jusque dans les années 1920.
Après 1911, il décide de transformer son nom en « Hazen ».
Il est l'auteur de plusieurs séries de police d'écriture.

## Sélection d'affiches
- 1895 : The Chap-Book [The Red Lady]
- 1896 : Living Posters [exposition d'affiches]
- 1896 : Galloping Dick by HB Marriott Watson
- 1896 : The Chap-Book [The Black Lady]
- 1896 : The Chap-Book [The Green Lady]
- 1896 : The Emerson and Fisher Company Carriage Builders Cincinnati